# Aix-en-Othe
Aix-en-Othe är en kommun i departementet Aube i regionen Grand Est (tidigare regionen Champagne-Ardenne) i nordöstra Frankrike. Kommunen ligger  i kantonen Aix-en-Othe som ligger i arrondissementet Troyes. År 2018 hade Aix-en-Othe 2 418 invånare.

## Befolkningsutveckling
Antalet invånare i kommunen Aix-en-Othe
Referens: INSEE